# 有機發光二極體
有機發光二極體（英語：Organic Light-Emitting Diode，縮寫：OLED）又稱有機電激發光顯示（英語：Organic Electroluminescence Display，縮寫：OELD）、有機發光半導體，OLED技术最早于1950年代和1960年代由法国人和美国人研制，其后由美國柯達及英國劍橋大學加以演進，日本SONY及韓國三星和LG等公司于21世纪开始量產。
OLED（有機發光二極體）與TFT-LCD（薄膜電晶體液晶顯示器）為不同類型的產品，OLED具有自發光性、廣視角、高對比、低耗電、高反應速率、全彩化及製程簡單等優點，但相對的在大面板價格、技術選擇性 、壽命、解析度、色彩還原方面便無法與TFT-LCD匹敵，有机发光二極體顯示器可分單色、多彩及全彩等種類，而其中以全彩製作技術最為困難。
OLED顯示器依驅動方式的不同又可分為被動式（Passive Matrix，PMOLED）與主動式（Active Matrix，AMOLED）。

## 歷史
最早的OLED技术研发开始于1950年代的法国南茜大学，法国物化学家安德烈・贝纳诺斯獲譽为“OLED之父”，最早的实用性OLED于1987被柯达公司的香港人鄧青雲和美国人史蒂夫・范・斯莱克两人发现。

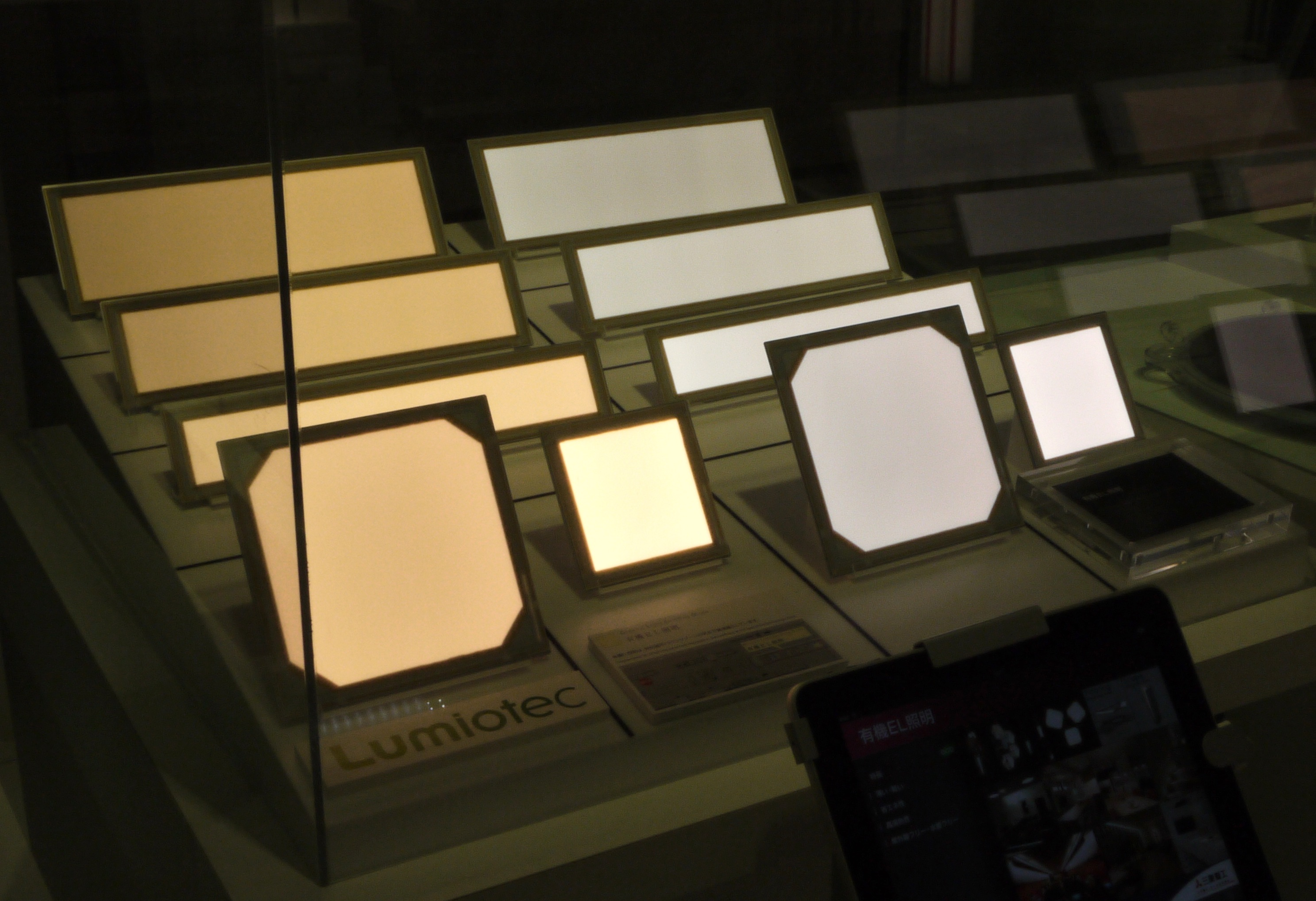
OLED照明面板

实用性的有机发光二極體技術研究的其中一名著名研究员是香港知名科學家鄧青雲博士，於英屬哥倫比亞大學得到化學理學士學位，于1975年在康奈爾大學獲得物理化學博士學位，另一位则是来自罗彻斯特理工学院的美国人史蒂夫・范・斯莱克，于1979年加入柯達公司。鄧青雲自1975年開始加入柯達公司Rochester實驗室從事有机发光二極體的研究工作，在意外中發現有机发光二極體。1979年的一天晚上，他在回家的路上忽然想起有東西忘記在實驗室，回到實驗室後，他發現在黑暗中的一塊做實驗用的有機蓄電池在閃閃發光，從而開始了對有机发光二極體的研究。1987年，鄧青雲和同事史蒂夫・范・斯莱克成功地使用類似半導體 PN結的雙層有機結構第一次作出了低電壓、高效率的光發射器。為柯達公司生產有机发光二極體顯示器奠定了基礎。OLED英文名為Organic Light-Emitting Diode，縮寫：OLED），中文名「有机发光二極體」都是鄧青雲命名的。
到了1990年，英國剑桥大學物理系的卡文迪许实验室也成功研製出高分子有機發光原件，並解決了OLED穩定性及壽命過短的問題。1992年剑桥大學成立的顯示技術公司CDT（Cambridge Display Technology），這項發現使得有机发光二極體的研究走向了一條與柯達完全不同的研發之路。OLED最大的優势是無需背光源，可以自發光可做得很薄，可视角度更大、色彩更富、節能顯著、可柔性弯曲等等。可廣泛利用在各個领域。目前OLED更多使用AMOLED技术，在2013年的柏林国际电子消费品展（IFA）上，出现了曲面的OLED电视并引起关注。

## 結構

OLED基本結構：1. 陰極 (−)；2. 發光層（Emissive Layer, EL）；3. 阳極空穴與陰極電子在發光層中結合，產生光子；4. 導電層（Conductive Layer）；5. 阳極 (+)

有机发光二極體基本結構是由一薄而透明具半導體特性之銦錫氧化物（ITO），與電力之正極相連，再加上另一個金屬陰極，包成如三明治的結構。整個結構層中包括了：電洞傳輸層（HTL）、發光層（EL）與電子傳輸層（ETL）。當電力供應至適當電壓時，陽極空穴與陰極電子便會在發光層中結合，產生光子，依其材料特性不同，產生紅、綠、藍三原色，構成基本色彩。OLED的特性是自發光，不像薄膜電晶體液晶顯示器需要背光，因此可視度和亮度均高，且無視角問題，其次是驅動電壓低且省電效率高，再加上反應快、重量輕、厚度薄，構造簡單，成本低等特点，被視為 21世紀最具前途的產品之一。

## 驅動方式
OLED也與LCD一樣其驅動方式也分為主動和被動式兩種。被動式下依照定位發光點亮，類似郵差寄信；主動式則和薄膜電晶體液晶顯示器相同，在每一個有机发光二極體單元背增加一個薄膜電晶體，發光單元依照電晶體接到的指令點亮。簡言之，主動／被動矩陣分法，主要指的是在顯示器內打開或關閉像素的電子開關型式。
典型的OLED由陰極、電子傳輸層、發光層、電洞輸運層和陽極組成。電子從陰極注入到電子輸運層，同樣，電洞由陽極注入進空穴輸運層，它們在發光層重新結合而發出光子。與無機半導體不同，有機半導體（小分子和聚合物）沒有能帶，因此電荷載流子輸運沒有廣延態。受激分子的能態是不連續的，電荷主要通過載流子在分子間的躍遷來輸運。因此，在有機半導體中，載流子的移動能力比在矽、砷化鎵、甚至無定型矽的無機半導體中要低幾個數量級。 在實際的OLED中，有機半導體典型的載流子移動能力為10−3~10−6cm2/V‧S。因為載流子移動能力太差，OLED器件需要較高的工作電壓。如一個發光亮度為1000cd/m2的OLED，其工作電壓約為7~8V。因為同樣的原因，OLED受空間電荷限制，其注入的電流密度較高。
通過一厚度為ｄ的薄膜的電流密度由下式定義：
J=(9/8)e M (V2/d3)
式中ｅ是電荷常數、Ｍ是載流子遷移率、Ｖ為薄膜兩端的電壓。
在一般的OLED中，全部有機膜的厚度約為1000囝 。實際上，有机发光二極體的發光功率與電流有J‧Vm的關係，其中m 2。Burrows和Forrest制得的TPD/Alq器件的ｍ高達９，他們認為，ｍ值大是因為「阱」（或稱極化子）的緣故。最近，他們又証實ｍ具有很強的溫度依賴性，並且電荷是通過「阱」來輸運的。
在發光層中，摻雜客體螢光染料能極大地提高OLED的性能和特性。例如，只要摻雜1%的紅色螢光染料DCM、Alq式机发光二極體的最大發射峰即可從520nm遷移到600nm；摻雜少量的MQA（一種綠色染料）將使机发光二極體的效率提高2至3倍，在同樣的亮度下工作壽命可提高10倍。
有機發光二極體所用的物料是有機分子或高分子材料。

## 器件效率

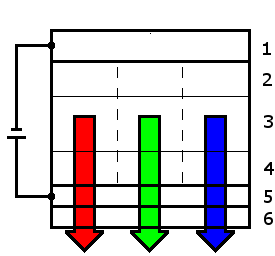
有机发光二極體的示意圖

迄今為止，發綠光的有机发光二極體是最有效的器件。Tang曾報導，用香豆素摻雜Alq的器件具有5~6lｍ／Ｗ的效率。據文獻報導，效率最大的發綠光的有机发光半导体是由Sano制成的，用Bebq作為HTM，其效率為15lｍ／Ｗ。與發綠光的OLED比較，對發紅光和藍光的OLED的研究工作少得多。

目前已知的，效率最好的發藍光的OLED是由Idemitsu的Hosokawa等人研制的，其發光效率為5.0lｍ／Ｗ，對應的表面量子效率為2.4%。據Tang等人報導，將DCM染料攙入Alq制成了發紅光的OLED器件，其發光效率為2.5lｍ／Ｗ。 
需要說明的是，上述文獻所報導的發光效率，都是在發光強度約為100cd/m2或更小的條件下測得的。而實際應用的有机发光半导体是由多路驅動的，最大的發光強度要高一些。因此，顯示象素會被驅動到很高的發光強度，導致發光效率下降。也就是說，隨著發光亮度增加，發光效率將因驅動電壓的增加而降低。發綠光的有机发光半导体，在發光亮度為10,000cd／m2時，其發光效率降為2lm/W，只有低亮度下的30%。發紅光和藍光的有机发光半导体，其發光效率隨著發光亮度的增加降低得更多。因此，有机发光半导体技術可能更適用于不需要有源矩陣驅動的小尺寸、低顯示容量的顯示器件。
- 器件的壽命和衰變

在過去的几年中，對有机发光半导体器件的壽命有過一些報導。但由于每個實驗室測量器件壽命的方法不同，無法對這些數據進行有意義的比較。在報導中，應用最多的測量器件壽命的方法，是在器件維持一恆定電流的條件下，測量從初始亮度下降至一半亮度的時間。據柯達公司的VanSlyke報導，亮度在2000cd/ｍ2時，器件的工作壽命達到了1000小時。Sano也報導了，在TPD中摻雜紅熒烯得到的器件，其初始亮度為500cd/m2、半亮度壽命為3000小時。對壽命進行比較的最佳量值是亮度和半亮度壽命的乘積。據報導，該量值對使用壽命最長的器件是：綠光為7,000,000cd/m2-hr；藍光為300,000cd/m2-hr；紅─橙色為1,600,000cd/m2-hr。一個雙倍密封的有机发光半导体器件的儲存壽命約為５年。

## 特色與關鍵技術
過去的市場上有机发光半导体一直沒辦法普及，主要的問題在於早先技術發展的有机发光半导体樣品大多是單色居多，即使採用多色的設計，其發色材料和生產技術往往還是限制了有机发光半导体的發色數。實際上有机发光半导体的影像產生方法和CRT顯示一樣，皆是藉由三色RGB畫素拼成一個彩色畫素；因為有机发光半导体的材料對電流接近線性反應，所以能夠在不同的驅動電流下顯示不同的色彩與灰階。 
- OLED核心可以做得很薄，厚度爲目前液晶的1/3，加上有机发光半导体爲全固態組件，抗震性好，能適應惡劣環境。
- OLED主要是自體發光的，讓其幾乎沒有視角問題；與LCD技術相比，即使在大的角度觀看，顯示畫面依然清晰可見。OLED的元件為自發光且是依靠電壓來調整，反應速度要比液晶元件來得快許多，比較適合當作高畫質電視使用。2007年底SONY推出的11吋O有机发光半导体電視XEL-1，反應速度就比LCD快了1000倍。
- OLED對低溫的適應能力强。舊有的液晶技術在零下75度時，即會破裂故障，有机发光半导体只要電路未受損仍能正常顯示。
- OLED的效率高，耗能較液晶略低還可以在不同材質的基板上製造，甚至能成製作成可彎曲的顯示器，應用範圍日漸增廣。

OLED與LCD比較之下較占優勢，早期OLED的使用壽命仍然難以達到消費性產品（如PDA、行動電話及數位相機等）應用的要求，但近年來已有大幅的突破，許多行動電話的螢幕已採用OLED，且在價格上已經和LCD達到黃金交叉點，成本已經略低於LCD。

## 材料技术

### 小分子

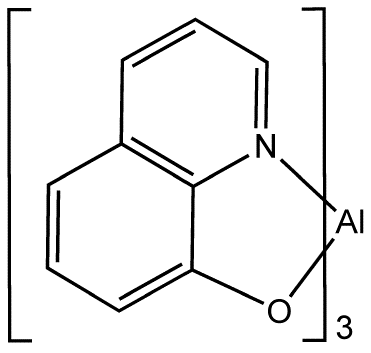
三(8-羟基喹啉)合铝,常被用在小分子OLED。

小分子的高效有机发光二极管首先被在伊士曼柯达公司的邓青云博士等人开发。虽然该术语的SM-OLED中也使用，术语OLED传统特指这种类型的器件。

### 聚合物发光二极管

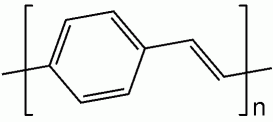
聚对苯乙烯,被用于第一个PLED。

高分子发光二极管（PLED），也是发光聚合物（LEP），包含当连接到外部电压而发光的电致发光导电聚合物。它们被用作全光谱彩色显示器里面的薄膜。聚合物OLED是相当有效率的，并且对于光产生的量只需要一个相对较小的的功率。

### 磷光材料

Ir(mppy)_{3}, 一种磷光掺杂剂发出绿色的光。

PHOLED，全名Phosphorescent organic light-emitting diode, 是指磷光有機電激發光二極體，OLED的發光模式之一。近年來隨著PHOLED的蓬勃發展，目前已成為許多學術研究單位積極研發的對象。
PHOLED 具有高亮度及高效率，有较长的生命期，内部量子效率接近100%, 大量降低顯示器的功耗。與磷光材質相比，摻雜螢光材質的面板電光轉化效率只有25%，因此磷光材質在平面顯示器應用上極具潛力。

## 應用
OLED可應用於製造平價可彎曲顯示器、照明設備、發光衣或裝飾牆壁。2004年開始，有機發光二極體已廣泛應用於隨身MP3播放器。

### 显示领域
有机发光半导体技術的主要優點是主動發光。現在，發紅、綠、藍光的有机发光半导体都可以得到。研究者們一直致力于開發有机发光半导体在從背光、低容量顯示器到高容量顯示器領域的應用。
有机发光半导体在1999年首度商業化，技術仍然非常新。現在用在一些黑白／簡單色彩的汽車收音機、行動電話、掌上型電動遊樂器等。都屬於高階機種。
目前全世界約有100多家廠商從事OLED的商業開發，有机发光半导体目前的技術發展方向分成兩大類：日、韓和臺灣傾向柯達公司的低分子有机发光半导体技術，歐洲廠商則以PLED為主。兩大集團中除了柯達聯盟之外，另一個以高分子聚合物為主的飛利浦公司現在也聯合了EPSON、DuPont、東芝等公司全力開發自己的產品。2007年第二季全球有机发光半导体市場的產值已達到1億2340萬美元。
OLED面板的生产厂商主要集中于日本、韓國、台灣等。
相对于LCD，OLED具有省电、不需要背光板、可以更轻薄等特質，OLED （页面存档备份，存于）可用于柔性显示和透明显示显示技术中。

### 光医疗领域
- 治疗创伤（PBM光疗法）：相比传统光医疗，OLED 贴片凭借二维弯曲（柔性）、轻薄、可穿戴等特点，可以更贴合皮肤，舒适感和体验性会更佳。[12]
- 可穿戴OLED发光器件在个人移动医疗监测领域来测量人体信号，例如监测心跳和血氧水平。这是因为在心血管监测方法中，光体积描记法（PPG）信号和血氧饱和度（SpO2）水平是通过使用发光器件和光检测器，进行无创光测量的。[12]

不过，由于OLED的PI薄膜基板技术、柔性薄膜封装技术、FPC柔性电路板技术等还有待成熟，OLED光医疗这一新应用方向此前一直进展缓慢。

## 参看
- 微發光二極體顯示器
- 薄膜電晶體液晶顯示器
- 显示技术的比较
- 场发射显示器
- 新兴技术列表
- 印刷电子学
- 電子紙
- 表面傳導電子發射顯示器(FED)
- 發光二極體(LED)
- 發光二極體顯示器

## 延伸閱讀
- P. Chamorro-Posada, J. Martín-Gil, P. Martín-Ramos, L.M. Navas-Gracia, Fundamentos de la Tecnología OLED (Fundamentals of OLED Technology). University of Valladolid, Spain (2008). ISBN 978-84-936644-0-4. Available online, with permission from the authors, at the webpage: http://www.scribd.com/doc/13325893/Fundamentos-de-la-Tecnologia-OLED （页面存档备份，存于）
- Kordt, Pascal;  et al. . Advanced Functional Materials. 2015, 25 (13): 1955–1971. doi:10.1002/adfm.201403004.
- Shinar, Joseph (Ed.), Organic Light-Emitting Devices: A Survey. NY: Springer-Verlag (2004). ISBN 0-387-95343-4.
- Hari Singh Nalwa (Ed.), Handbook of Luminescence, Display Materials and Devices, Volume 1–3. American Scientific Publishers, Los Angeles (2003). ISBN 1-58883-010-1. Volume 1: Organic Light-Emitting Diodes
- Hari Singh Nalwa (Ed.), Handbook of Organic Electronics and Photonics, Volume 1–3. American Scientific Publishers, Los Angeles (2008). ISBN 1-58883-095-0.
- Müllen, Klaus (Ed.), Organic Light Emitting Devices: Synthesis, Properties and Applications. Wiley-VCH (2006). ISBN 3-527-31218-8
- Yersin, Hartmut (Ed.), Highly Efficient OLEDs with Phosphorescent Materials. Wiley-VCH (2007). ISBN 3-527-40594-1
- Kho, Mu-Jeong, Javed, T., Mark, R., Maier, E., and David, C. (2008) 'Final Report: OLED Solid State Lighting - Kodak European Research' MOTI (Management of Technology and Innovation) Project, Judge Business School of the University of Cambridge and Kodak European Research, Final Report presented on 4 March 2008 at Kodak European Research at Cambridge Science Park, Cambridge, UK., pages 1–12.

## 外部連結
- Structure and working principle of OLEDs and electroluminescent displays （页面存档备份，存于）
- Tutorial on the working principle of OLEDs at Ghent University
- MIT introduction to OLED technology （页面存档备份，存于） (video)
- Historical list of OLED products from 1996 to present （页面存档备份，存于）